# VF-25 메사이어
VF-25 메사이어(영어: VF-25 Messiah, 일본어: VF-25 メサイア)는 마크로스 시리즈에 등장하는 가공의 병기이다. 2008년에 방영된 TV 애니메이션 《마크로스 프론티어》에서 처음으로 등장했다. "발키리"로 통칭되는 가변 전투기(배리어블 파이터, VF)의 하나로, 파이터 모드(전투기), 배틀로이드 모드(인간형 로봇), 이 둘의 중간 형태인 거워크 모드의 3가지 형태로 변형된다.
《마크로스 프론티어》 작품 내에서는 주인공인 사오토메 알토가 소속된 민간 군사 프로바이더 "S.M.S"에 배치된 최신예기라는 설정으로 등장한다. 애칭(펫네임)인 "메사이어"는 유대교 및 기독교에서 이야기되는 "구세주"에서 유래하였다. 프라모델 등 완구 상품에서는 "메사이어 발키리(Messiah Valkyrie)"로 표기된다.
메카닉 디자인은 총감독인 카와모리 쇼지가 담당했으며, 실존 전투기인 "F-14 톰캣"과 "Su-27 플랭커"를 모티브로 했다.

## 같이 보기
- 마크로스 프론티어